# Fabrice Martin
Fabrice Martin (Baiona, 11 de setembro de 1986) é um tenista profissional francês.

## ATP Tour finais

### Duplas: 1 (1 vice)
| Legenda                           |
| --------------------------------- |
| Grand Slam (0–0)                  |
| ATP World Tour Finais (0–0)       |
| ATP World Tour Masters 1000 (0–0) |
| ATP World Tour 500 Series (0–0)   |
| ATP World Tour 250 Series (0–1)   |

| Títulos pro Piso |
| ---------------- |
| Duro (0–1)       |
| Saibro (0–0)     |
| Grama (0–0)      |
| Carpete (0–0)    |

| Resultado | N. | Data             | Torneio                             | Piso     | Parceiro   | Oponentes                     | Placar   |
| --------- | -- | ---------------- | ----------------------------------- | -------- | ---------- | ----------------------------- | -------- |
| Vice      | 1. | 8 Fevereiro 2015 | PBZ Zagreb Indoors, Zagreb, Croácia | Duro (i) | Purav Raja | Marin Draganja Henri Kontinen | 4–6, 4–6 |